# Ramon Miralles i Vilalta
Ramon Miralles i Vilalta   (Sarrià, 1841 - Sarrià, 1909) fou un constructor i alcalde del municipi de Sarrià.

## Biografia
Era fill de Benet Miralles i Turquet i de Vicenta Vilalta i Cañameras. El 1865 es casà amb Joana Ferran i Catarineu.
Va ser alcalde de Sarrià des del 1879 al 1902. Al llarg del seu mandat, es transformà en un municipi modern, dotat de bones infraestructures com ara la xarxa d'enllumenat, l'establiment de fonts públiques, l'eixamplament del cementiri, la construcció de la Casa de la Vila, i organitzà i dotà el municipi de serveis dels quals fins aleshores no disposava: biblioteca, arxiu, fundació de societats benèfiques i d'ajuda als treballadors; i va encarregar la revisió i la promulgació de les ordenances municipals, que havien de regular el bon funcionament del municipi.
El 1902 va cedir la seva finca a Vallvidrera, Vil·la Joana, per a que hi anés a viure Mossèn Cinto quan ja estava molt malalt i els metges li van recomanar l'aire de muntanya. De fet hi va viure menys d'un mes, des del 17 de maig (dia que complia 57 anys) fins a la seva mort, el 10 de juny.
Va ser nomenat fill predilecte de Sarrià per la seva bona administració de la hisenda municipal, considerada en el seu temps modèlica dins l'estat espanyol.

## Homenatges
El 1952, l'Ajuntament de Barcelona li dedicà un carrer a Vallvidrera (Alcalde Miralles), entre la plaça de Vallvidrera i el carrer de l'Església.